# KRTAP21-1
KRTAP21-1 (англ. Keratin associated protein 21-1) – білок, який кодується однойменним геном, розташованим у людей на довгому плечі 21-ї хромосоми. Довжина поліпептидного ланцюга білка становить 79 амінокислот, а молекулярна маса — 7 937.
| 10         |  | 20         |  | 30         |  | 40         |  | 50         |
| ---------- |  | ---------- |  | ---------- |  | ---------- |  | ---------- |
| MCCNYYGNSC |  | GYGSGCGCGY |  | GSGSGCGCGY |  | GTGYGCGYGC |  | GFGSHYGCGY |
| GTGYGCGYGS |  | GSGYCGYRPF |  | CFRRCYSSC  |  |            |  |            |

C: Цистеїн

F: Фенілаланін

G: Гліцин

H: Гістидин

M: Метіонін

N: Аспарагін

P: Пролін

R: Аргінін

S: Серин

T: Треонін